# Arbeitstagung der Skandinavistik
Die Arbeitstagung der Skandinavistik (englisch Study Conference of Scandinavian Studies), kurz ATdS (früher ATDS), ist neben der Konferenz der International Association of Scandinavian Studies (IASS), der Internationalen Saga-Konferenz und der Konferenz der amerikanischen Society for the Advancement of Scandinavian Study (SASS) eine der größten internationalen Tagungen der Skandinavistik. Die ATdS 2015 in Köln hatte knapp 180 Teilnehmende aus 13 europäischen wie außereuropäischen Ländern.

## Geschichte der ATdS
Seit 1974 trifft sich die deutschsprachige Skandinavistik regelmäßig zu einer Arbeitstagung, zumeist im Spätsommer oder Frühherbst. Erste Ansätze zu einer regelmäßig stattfindenden skandinavistischen Tagung hatte es bereits in den 1920er Jahren auf Anregung einer 1927 etablierten „Nordisch-Akademischen Arbeitsgemeinschaft“ gegeben, doch scheint die 1929 stattgefundene zweite Tagung dieses Zusammenschlusses von Hochschullehrern, die sich nordischen Studien widmeten, aus politischen Gründen keine Fortsetzung gefunden zu haben. Erst im Zuge der flächendeckenden Institutionalisierung des Faches Skandinavistik ab den 1960er Jahren konnte sich eine regelmäßige Tagung der Skandinavistik-Lehrenden, -Forschenden und -Studierenden etablieren, die seit 1975 alle zwei Jahre stattfindet. Die erste Tagung 1974 hieß „Arbeitstagung der Skandinavisten des deutschsprachigen Gebiets“, zwischen 1975 und 1989 trug sie den Titel „Arbeitstagung der Skandinavisten des deutschen Sprachgebiet(e)s“. 1991 erfolgte ein erneuter Namenswechsel zu „Arbeitstagung der deutschsprachigen Skandinavisten“; von 1993 bis 2007 firmierte sie als „Arbeitstagung der deutschsprachigen Skandinavistik“ und seit 2009 als „Arbeitstagung der Skandinavistik“. Durch diesen letzten Namenswechsel wurde explizit markiert, dass die Arbeitstagung schon seit ihren Anfängen eine internationale Tagung gewesen ist, deren Einzugsgebiet weit über den deutschsprachigen Raum (Deutschland, Österreich und die Schweiz) hinaus reicht. In dem Zeitraum von 1981 bis 2001 fand jede zweite Tagung in Skandinavien statt; eine weitere Tagung im nicht-deutschsprachigen Raum wurde 2009 in Amsterdam abgehalten. Konferenzsprachen sind neben Deutsch auch Englisch, Dänisch, Norwegisch und Schwedisch.
Die ATdS steht als Arbeitstagung traditionell nicht unter einem gemeinsamen Tagungsthema. Das Programm setzt sich im Wesentlichen aus Arbeitskreisen, Plenarvorträgen, kulturellen Veranstaltungen, fach- und hochschulpolitischen Diskussionsrunden sowie Treffen der verschiedenen Statusgruppen (Studierende, Mittelbau, Professorinnen und Professoren sowie Habilitierte) zusammen. Die früher übliche Einteilung der Arbeitskreise nach den vier Fachteilen der Skandinavistik (Mediävistik, Linguistik, Literaturwissenschaft und Kulturwissenschaft (vormals: Landeskunde)) ist seit 1999 weitgehend aufgebrochen worden. Seit der Gründung des Fachverbandes Skandinavistik auf der ATDS 2003 in Basel findet auch die Mitgliederversammlung des Verbandes alle zwei Jahre im Rahmen der ATdS statt.
Die Länge der ATdS betrug zunächst 4–5 Tage, ist seit der ATdS 2015 in Köln jedoch auf drei Tage verkürzt worden.

## Tagungsausrichter und -orte
| ATDS/ATdS Jahr                  | Tagungsausrichter                                    | Tagungsort                            | Tagungsprogramm |
| ------------------------------- | ---------------------------------------------------- | ------------------------------------- | --------------- |
| 1. ATDS 1974 13. – 16.6.1974    | Freie Universität Berlin                             | Berlin (West)                         | Programmheft    |
| 2. ATDS 1975 1. – 4.10.1975     | Universität Zürich                                   | Zürich (Schweiz)                      | Programmheft    |
| 3. ATDS 1977 5. – 9.9.1977      | Universität Wien                                     | Wien (Österreich)                     | Programmheft    |
| 4. ATDS 1. – 5.10.1979          | Universität Bochum                                   | Bochum                                | Programmheft    |
| 5. ATDS 1981 16. – 22.8.1981    | Rheinische Friedrich-Wilhelms-Universität Bonn       | Kungälv (Schweden)                    | Programmheft    |
| 6. ATDS 1983 26.9.–1.10.1983    | Rheinische Friedrich-Wilhelms-Universität Bonn       | Bonn                                  | Programmheft    |
| 7. ATDS 1985 4.8.–10.8.1985     | Universität zu Köln                                  | Skjeberg (Norwegen)                   | Programmheft    |
| 8. ATDS 1987 27.9.–3.10.1987    | Albert-Ludwigs-Universität Freiburg                  | Freiburg                              | Programmheft    |
| 9. ATDS 14. – 19.8.1989         | Universität Hamburg                                  | Svendborg (Dänemark)                  | Programmheft    |
| 10. ATDS 1991 22.–27.9.1991     | Christian-Albrechts-Universität zu Kiel              | Weißenhäuser Strand                   | Programmheft    |
| 11. ATDS 8. – 14.8.1993         | Westfälische Wilhelms-Universität Münster            | Sigtuna (Schweden)                    | Programmheft    |
| 12. ATDS 1995 16.–23.9.1995     | Ernst-Moritz-Arndt-Universität Greifswald            | Greifswald                            | Programmheft    |
| 13. ATDS 1997 29.7.–3.8.1997    | Georg-August-Universität Göttingen                   | Lysebu (Norwegen)                     | Programmheft    |
| 14. ATDS 1999 1.–5.9.1999       | Ludwig-Maximilians-Universität München               | München                               | Programmheft    |
| 15. ATDS 2001 21.-24./25.7.2001 | Eberhard Karls Universität Tübingen                  | Askov (Dänemark)                      | Programmheft    |
| 16. ATDS 2003 5. – 9.10.2003    | Universität Basel                                    | auf dem Leuenberg bei Basel (Schweiz) | Programmheft    |
| 17. ATDS 2005 26. – 30.9.2005   | Johann Wolfgang Goethe-Universität Frankfurt am Main | Frankfurt am Main                     | Programmheft    |
| 18. ATDS 2007 18. – 21.9.2007   | Humboldt-Universität zu Berlin                       | Berlin                                | Programmheft    |
| 19. ATdS 2009 18. – 21.8.2009   | Universiteit van Amsterdam                           | Amsterdam (Niederlande)               | Programmheft    |
| 20. ATdS 27. – 30.9.2011        | Universität Wien                                     | Wien (Österreich)                     | Programmheft    |
| 21. ATdS 2013 24.–27.9.2013     | Albert-Ludwigs-Universität Freiburg                  | Freiburg                              | Programmheft    |
| 22. ATdS 29.9. – 1.10.2015      | Universität zu Köln                                  | Köln                                  | Programmheft    |
| 23. ATdS 2017 27.–29.9.2017     | Christian-Albrechts-Universität zu Kiel              | Kiel                                  | Programmheft    |
| 24. ATdS 2019 24.–26.9.2019     | Friedrich-Alexander-Universität Erlangen             | Erlangen                              | Programmheft    |
| 25. ATdS 2022 6.9.–8.9.2022     | Ludwig-Maximilians-Universität München               | München                               | Programmheft    |
| 26.ATdS 2024 24.9.–26.9.2024    | Rheinische Friedrich-Wilhelms-Universität Bonn       | Bonn                                  | Programmheft    |

## Publikationen der Tagungsakten
Die ersten drei Tagungen (1974 in Berlin, 1975 in Zürich, 1977 in Wien) wurden nicht mit einem Band dokumentiert. 1979 und 1981 erschienen Akten der Arbeitstagung; zwischen 1983 und 1999 wurden die Vorträge und Referate mit einer Ausnahme unter dem durchgehenden Titel „Arbeiten zur Skandinavistik“ veröffentlicht. Die Bände lauten im Einzelnen:
- Paul, Fritz (Hg.): Akten der Vierten Arbeitstagung der Skandinavisten des deutschen Sprachgebiets 1. bis 5. Oktober 1979 in Bochum. Hattingen: Scandica, 1981 (= Wissenschaftliche Reihe; 2).
- Uecker, Heiko (Hg.): Akten der Fünften Arbeitstagung der Skandinavisten des deutschen Sprachgebiets 16.–22. August 1981 in Kungälv. St. Augustin: Kretschmer, 1983 (= Wissenschaftliche Reihe; 6).
- Beck, Heinrich (Hg.): Arbeiten zur Skandinavistik. 6. Arbeitstagung der Skandinavisten des deutschen Sprachgebietes: 26. September–1. Oktober 1983 in Bonn. Ffm, Bern u. New York: Peter Lang, 1985 (= Texte und Untersuchungen zur Germanistik und Skandinavistik; 11).
- Groenke, Ulrich (Hg.): Arbeiten zur Skandinavistik. 7. Arbeitstagung der Skandinavisten des deutschen Sprachgebietes: 4.–10. August 1985 in Skjeberg/Norwegen. Ffm u. a.: Peter Lang, 1987 (= Texte und Untersuchungen zur Germanistik und Skandinavistik; 18).
- Werner, Otmar (Hg.): Arbeiten zur Skandinavistik. 8. Arbeitstagung der Skandinavisten des deutschen Sprachgebiets 27. September–3. Oktober 1987 in Freiburg i.Br. Ffm u. a.: Peter Lang, 1989 (= Texte und Untersuchungen zur Germanistik und Skandinavistik; 22).
- Braunmüller,  Kurt, u. Mogens Brøndsted (Hg.): Deutsch-nordische Begegnungen. 9. Arbeitstagung der Skandinavisten des deutschen Sprachgebiets 1989 in Svendborg. Odense: Odense University Press, 1991.
- Glienke, Bernhard, u. Edith Marold (Hg.): Arbeiten zur Skandinavistik. 10. Arbeitstagung der deutschsprachigen Skandinavistik 22.–27. September 1991 am Weißenhäuser Strand. Ffm u. a.: Peter Lang, 1993 (= Texte und Untersuchungen zur Germanistik und Skandinavistik; 32).
- Schottmann, Hans (Hg.): Arbeiten zur Skandinavistik. 11. Arbeitstagung der deutschsprachigen Skandinavistik 8.–14. August 1993 in Sigtuna. Münster: Eigenverlag, 1994.
- Baumgartner, Walter, u. Hans Fix (Hg.): Arbeiten zur Skandinavistik. XII. Arbeitstagung der deutschsprachigen Skandinavistik 16.–23. September 1995 in Greifswald. Wien: Fassbaender, 1996 (= Studia Medievalia Septentrionalia; 2).
- Paul, Fritz, unter Mitarbeit von Joachim Grage u. Wilhelm Heizmann (Hg.): Arbeiten zur Skandinavistik. 13. Arbeitstagung der deutschsprachigen Skandinavistik, 29. Juli–3. August 1997 in Lysebu (Oslo). Ffm u. a.: Peter Lang, 2000 (= Texte und Untersuchungen zur Germanistik und Skandinavistik; 45).
- Heitmann, Annegret (Hg.): Arbeiten zur Skandinavistik. 14. Arbeitstagung der deutschsprachigen Skandinavistik, 1.–5. September 1999 in München. Ffm u. a.: Peter Lang, 2001 (= Texte und Untersuchungen zur Germanistik und Skandinavistik; 48).